# Stertinius pilipes
Stertinius pilipes là một loài nhện trong họ Salticidae.
Loài này thuộc chi Stertinius. Stertinius pilipes được Eugène Simon miêu tả năm 1902.